# Jonathan Taylor Thomas
Jonathan Taylor Thomas (født 8. September, 1981 i Bethlehem, Pennsylvania, USA) er en amerikansk skuespiller, der som børnestjerne var med i serien "Ti Tommelfingre" (Home Improvement) fra 1991-1999, som Randy Taylor, og han har lagt stemme til unge Simba i Disneys Løvernes Konge (fra 1994) derudover har han medvirket i andre film og tv-serier.